# Olga Potocka
Olga Potocka, née en 1802 à Toultchyn et morte le 18 octobre 1861 dans le 8e arrondissement de Paris, est une noble polonaise.

## Biographie
Olga Potocka nait en 1802 à Toultchyn, qui fait partie de l'Empire russe à cette époque. Elle est la fille de Stanislas Potocki, aristocrate polonais et général d'infanterie de l'armée russe, et Sofía Potótska, esclave grecque, courtisane, agent russe, puis noble polonaise.
Le 4 avril 1824, elle épouse à l'âge de 22 ans le général major Lev Alexandrovitch Narychkine, âgé de 38 ans. Six ans plus tard, le couple donne naissance à Sofya Naryshkina (1830-1894).
En novembre 1846, son époux meurt à Naples. Après avoir emportée le corps de son mari à Saint-Pétersbourg et l'avoir enterré à la chapelle de l'Annonciation au cimetière Saint-Lazare du monastère Saint-Alexandre-Nevski, elle s'installe chez sa fille en Crimée.
À la fin des années 1850, Olga Potocka immigre à Paris où elle est morte en 1861.